# Victoria II
Victoria II је велика стратешка игра коју је развио Paradox Development studio и објавио Paradox interactive. Избачена је 19. августа 2009. године, а избачена 13. августа 2010. године.
Virtual programing је 17. септембра 2010. године објавило Mac OS X верзију игре, која је доступна у Apple storе-у. Игру су за Русију локализовали 1C Company и Snowball studios.
Као и претходна игра, Victoria II омогућава играчу да преузме контролу над државом из 19. века и управља њоме, укључујући њене политичке, дипломатске, економске, војне и технолошке аспекте. Игра има много историјских аспеката, као што је способност да се колонизују места која у то време нису била под контролом ниједне европске силе, као што су подсахарска Африка, северна и западна Канада и Азија. Временски оквир игре је од 1836–1936 године.
Парадо је 2021. године најавио наставак,Victoria 3 , која тек треба да буде избачена.

## Играње
Victoria II обухвата свет од 1836. године са преко 200 нација за игру.  Као претходна игра, Victoria II се фокусира на унутрашње управљање, покривајући индустријализацију и друштвене/политичке промене на земљи са 8 различитих типова власти. Игра даје велики значај привреди једне државе јер има сложен тржишни систем са преко 50 врста робе и фабрика. Иако је рат компонента игре, он није примарни фокус као у другим Paradox interactive играма као што је серијал Hearts of iron.
Становништво нација је подељено на културе, религије, класе и занимања. Постоји неколико различитих група становништва (или „попа“), као што су аристократе, војни официри, свештенство, војници, радници, робови, бирократе и други. Као и у другим Paradox играма као што је Europa Universalis, додате су историјске мисије које се називају „одлуке“, које су микроциљеви у широј игри. Постоје и хиљаде историјских догађаја и одлука. Ови догађаји и одлуке могу довести до стварања или распада националних држава.
Viktoria II садржи низ промена и побољшања у односу на претходно издање. Интерфејс је поједностављен у поређењу са оригиналном игром, коју је продуцент Јохан Андерссон описао као „интерфејс који је Бог заборавио“. Додата је аутоматизација разних задатака, укључујући трговину и промоцију становништва. Образовни систем је реновиран тако што свештенство образује људе исте религије, а свака група становништва сада има своје нивое писмености. Важност образовања и писмености огледа се у огромном технолошком систему који садржи хиљаде проналазака. Поред тога, функционисање идеологије у игри је подешено тако да су групе становништва осетљивије на промене ситуације у својој држави, као и склоне да се агитују за одређене нивое политичких и друштвених реформи.

### Економија
Економски систем у Victoria II покушава да симулира проток ресурса на светском тржишту. Свака провинција у игри производи ресурс у операцијама прикупљања ресурса (RGO). Неки ресурси, као што је пшеница, су захтевни становништву. Остале материјале, попут гвожђа, углавном троши индустрија, али се и даље могу трговати.
Систем производње и незапослености из првобитне Викторије је унапређен да боље одражава тржишне снаге, док је у оригиналу држава обезбеђивала средства за ресурсе, а играч је имао широк спектар опција за изградњу своје економије, под условом да је имао приступ на одговарајуће сировине. Све ресурсе може прикупити или произвести индустрија. Игра такође има систем производње занатлија који симулирају прединдустријску економију.

### Дипломатија
Victoria II садржи дубоку политичку симулацију која се огледа у 8 различитих типова влада, 7 идеологија и новом систему сфере утицаја, дипломатији топовњача и новом изборном систему са коалиционим владама и законодавним телима.
Дипломатија у Victoria II је слична оној у другим Paradox насловима. Свака земља има вредност односа од −200 до +200 што представља колико се свиђају једна другој. Дипломатске акције и акције у игри мењају овај однос и утичу на одлуке вештачке интелигенције. Међутим, Paradox interactive је проширио делове овог система. Ратни циљеви од Heir to the Throne, проширење за Europa Universalis III су интегрисани иако функционишу на мало другачији начин. Више ратних циљева може се додати како рат напредује, иако то зависи од темперамента становништва. Неуспех у постизању ратног циља повећаће милитантност становништва, што може довести до побуна као и губитка престижа.
У игри која контролише велику силу, једна од осам земаља са највећим укупним резултатом, даје посебне дипломатске опције које нису доступне другим земљама. Велике силе не утичу само на то како их земља види; они имају додатну способност да искористе свој утицај на друге земље како би променили своју перцепцију о другим великим силама. Борба за утицај коју велике силе воде широм света није једноставна билатерална основа, већ се одвија једна са другом унутар различитих земаља, дајући додатну димензију дипломатији која није била присутна у оригиналној Викторији.

### Ратовање
Ратовање се сматра мањим приоритетом од политике и економије у Victoria II, иако следи основни образац који се користи у другим великим стратешким играма Парадокса, са војскама које се крећу између провинција и ангажују непријатељско оружје и заузимају непријатељску територију. Основни борбени систем је комбинација система који се користе у Europa Universalis III, Europa Universalis: Rome, и Hearts of Iron III.. Кључна компонента за борбу је „фронтажа“: број јединица у војсци на линији фронта, који се смањује како се технологија побољшава како би се симулирала промена од лутајућих армија из Наполеонове ере до непрекидних линија ровова из Првог светског рата.
Неколико аспеката војске је промењено од Victoria I. Базна јединица је смањена са дивизије од 10.000 јединица на бригаду од 3.000 јединица, која више није подигнута из националног фонда људства, већ директно подигнута од покрајинског војника ПОП, са којим је бригада и даље повезана. Нови аспект војске је извиђање. Ово је вредност која даје бонус (или казну, ако је ниска) заузимања провинција и пораза непријатељских армија; у продуженој борби, међутим, извиђачка вредност опада. Јединице као што су коњица и авиони имају високе извиђачке вредности и намењене су да се користе као извиђачи. Општи циљ је да доведете своју земљу у нову еру, у периоду великих промена.

## Развој
На одлуку о стварању Victoria II утицало је гласање на форумима Paradox interactive и дебата унутар компаније. Генерални директор Paradox Interactive-а, Фредрик Вестер, јавно је објавио своје уверење да игра никада неће донети профит, док су други чланови компаније, попут Јохана Андерсона, били уверени да ће бити профитабилна. У ту сврху Вестер је обећао да ће, ако игра заиста буде профитабилна, обријати главу и поставити слике на форум. Ово уверење је произашло из слабих бројева продаје прве игре. У немачком интервјуу са Фредриком откривено је да је потребно продати 70.000 примерака да би Victoria II била профитабилна. 17. јуна 2010, Jessica Chobot из IGN-а га је обријала за њега.

## Проширења и модови
Victoria II је добила два главна пакета за проширење, као и мањa козметичкa DLC-ова.

### A House Divided
A House Divided је најављен на Electronic Entertainment Expo 2011 као пакет за проширење са циљем „[побољшања] политичких и економских аспеката игре, са фокусом на еру америчког грађанског рата“. Објављен је 2. фебруара 2012. за Windows и 30. марта 2012. за ОS X; тренутно је доступан само за куповину преузимањем. Укључује следеће карактеристике:
- Нова почетна тачка 1861, омогућавајући играчима да искусе амерички грађански рат од самог почетка.
- Способност стварања разлога за рат са другим земљама, све у име велике игре моћи.
- За нецивилизоване земље, разни нови реформски путеви на крају постају једнаки западним нацијама.
- Могућност великих сила да улажу у изградњу инфраструктуре и фабрика у другим земљама како би ојачале своје везе са њима.
- Дубљи политички систем са новим опцијама националног фокуса и новим типовима реформи.
- Нови систем народних покрета који се може смирити или сузбити, али ако се игнорише, постаће револуционари сутрашњице.
- Нови систем народних покрета који се може смирити или сузбити, али ако се игнорише, постаће револуционари сутрашњице.
- Кина је сада подељена на клике, познате као поддржаве, што омогућава више интеракције на Далеком истоку.

### Heart of Darkness
Victoria II: Heart of Darkness експанзија је објављена 16. априла 2013. Садржи следеће карактеристике:
- Потпуно нови систем колонизације;
- Нови поморски борбени систем;
- Значајне промене у копненој борби (нарочито утврђења, извиђање/опсада);
- Бројне надоградње интерфејса највишег нивоа укључујући многе нове режиме мапе;
- Увођење међународних криза и многих догађаја, омогућавајући мањим нацијама да остваре своје циљеве уз помоћ великих сила;
- Увођење новина које дају информације о догађајима широм света; и
- Неколико подешавања индустријске производње.

### Други DLC-ovi
Избор мањих DLC-а је доступан за куповину за Викторију II. Они имају мали или никакав утицај на игру, али мењају изглед или музику игре и знатно су јефтинији од својих већих колега.

#### Музички пакети
- Victoria II: Songs of the Civil War[14]

#### Посебан садржај у претпродаји:
- Victoria II: Lament For The Queen

#### Козметичка паковања
- Victoria II: A House Divided – American Civil War Spritepack[15]
- Victoria II: German Unit Pack[16]
- Victoria II: Interwar Engineer Unit Pack[17]
- Victoria II: Interwar Cavalry Unit Pack[18]
- Victoria II: Interwar Spritepack[19]
- Victoria II: Interwar Artillery Spritepack[20]
- Victoria II: Planes Spritepack[21]

## Пријем
Victoria II је добила генерално позитивне критике, постигавши просек од 75% на Metacritic.
GameSpot је рекао да је било много мање микроменаџмента него у њеном претходнику. Рецензент је навео: „Захваљујући пријатнијем 
интерфејсу и упутствима, Викторија II је много лакша за игру и пријатнија од предходне.“
GameShark је био мање ентузијастичан. Рецензент је рекао: „Као стратешка игра, Victoria II ме фрустрира. То је оргија детаља ради детаља, али информације које заиста желим изгледа никад нису при руци. Одлуке које доносим делују углавном безначајне, мењајући само игру спорим процесом нагомилавања. Моделирање је претекло дизајн игара. Гледање Victoria II је хипнотично и често изазива страхопоштовање. Нажалост, можда ћете само повремено желети да га играте."
Издање A House Devided изазвало је све веће похвале и у просеку износило 76% на Метакритику, а Heart of Darkness је додатно повећало позитивне критике, у просеку 81%. Gaming Nexus је коначном производу дао оцену 8,5 („веома добар“) и прокоментарисао да „након неког закрпа и неколико проширења, Викторија 2 почиње да личи на нешто. Још увек је дубок са кривом учења, али почиње да се осећа као забавна игра, а не као табела са грешкама.“

## Наставак
У теми Ask me anything(питај ме било шта) на Reddit-у у октобру 2013., менаџер ПДС-а Јохан Андерссон је изјавио да ће размотрити стварање наставка Victoria II, али да ће то вероватно доћи након Hearts of Iron IV.
У децембру 2015. направљена је бета закрпа за Викторију II, дуго након што се претпостављало да више неће бити издате закрпе. Ово је подстакло спекулације да би могло бити освежено интересовање за Викториja серију, иако су на Редиту ове гласине умањили програмери Парадокс-а.
Током интервјуа компанијског Paradox подкаста у фебруару 2018., извршни директор Фредрик Вестер је споменуо „Нисам чврсто уверен да је Викторија II игра са највећим приоритетом за наставак“, и да он неће бити тај који прави ту одлуку и да ће доћи „пре 2025. године”.
На PDXCON 2021, Victoria III је најављена.